# Ioannis Paleokrassas
Ioannis Palaiokrassas (řecky: Ιωάννης Παλαιοκρασσάς; 27. března 1934 Athény – 2. října 2021) byl řecký politik.
Byl ministrem financí a evropským komisařem v Delorsově komisi. Dne 14. července 1992 bylo Palaiokrassasovo auto cílem raketového útoku ve středních Aténách. Útok minul cíl, ale zabil kolemjdoucího.
Byl předsedou rady Logos University College.
Dne 2. října 2021 Paleokrassas ve věku 85 let zemřel.